# Adelegg und zugehöriges tertiäres Hügelvorland

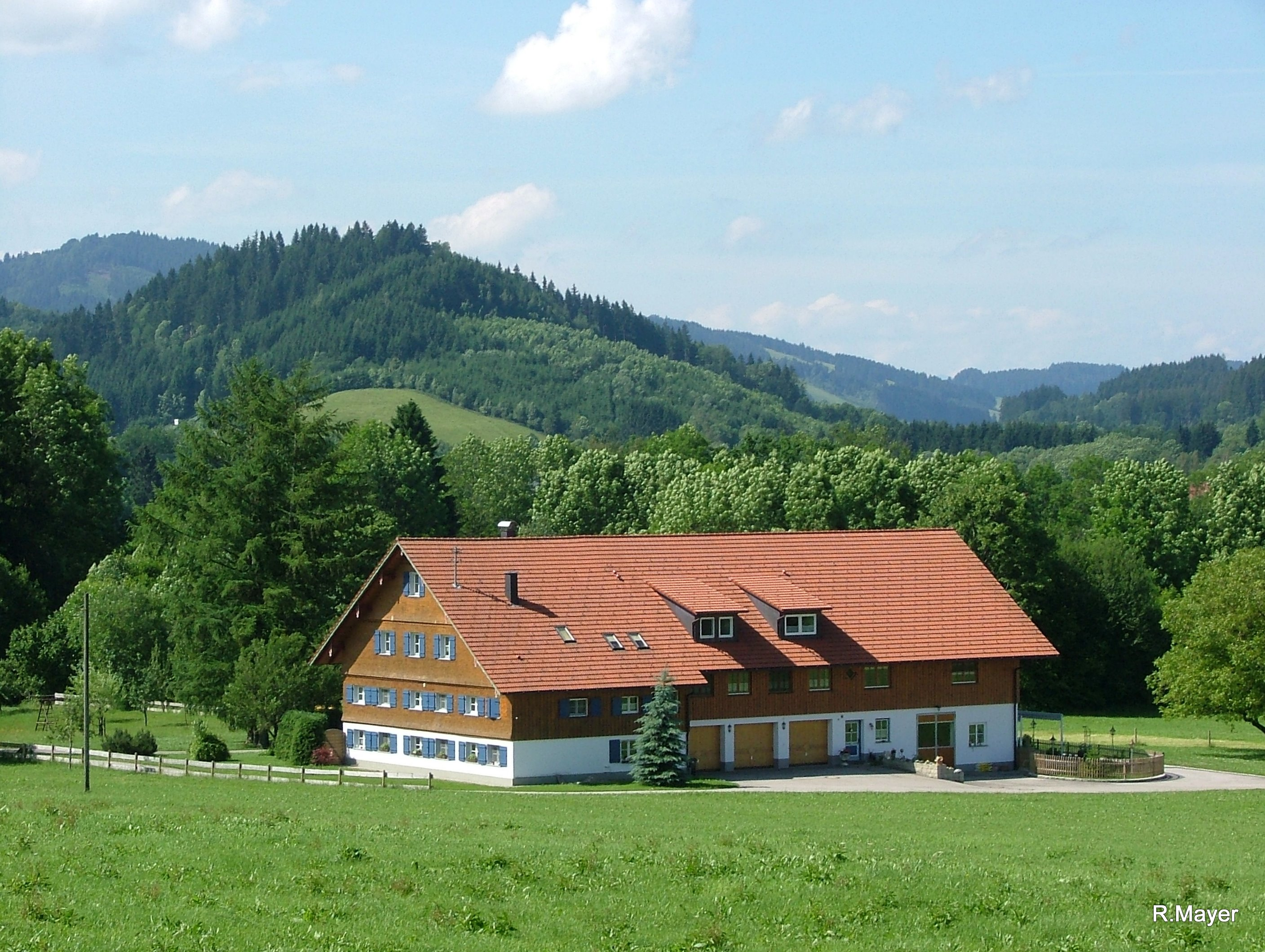
Charakteristisches Landschaftsbild bei Großholzleute

Das Gebiet Adelegg und zugehöriges tertiäres Hügelvorland ist ein vom Landratsamt Ravensburg am 31. März 1994 durch Verordnung ausgewiesenes Landschaftsschutzgebiet auf dem Gebiet der Städte Isny im Allgäu und Leutkirch im Allgäu im Landkreis Ravensburg im Südosten Baden-Württembergs.

## Lage
Das Landschaftsschutzgebiet Adelegg und zugehöriges tertiäres Hügelvorland umfasst den östlichen Teil des Stadtgebiets von Isny und den Südosten des Stadtgebiets von Leutkirch. Es reicht im Norden bis Urlau und wird im Osten und Süden durch die Landesgrenze zu Bayern begrenzt. Es umfasst den gesamten Naturraum Adelegg und reicht im Norden bis in den Naturraum Riß-Aitrach-Platten  und im Westen in das Westallgäuer Hügelland.

## Schutzzweck
Der wesentliche Schutzzweck ist laut Schutzgebietsverordnung die „landschaftliche Eigenart der reichen Gliederung von weiten Talräumen und aufragenden Erhebungen, Grünland, Hangweiden, Alphochflächen und Wald und deren Wirkungen auf den Naturhaushalt“ zu schützen.

## Landschaftscharakter
Die Adelegg ist ein überwiegend bewaldeter Höhenzug im süddeutschen Molassebecken. Ihr höchster Punkt liegt bei 1118 m ü. NHN auf dem Schwarzen Grat. Sie zeichnet sich durch tief eingeschnittene Tobeltäler aus. Um die Einzelgehöfte und Dörfer herum gibt es größere Offenlandflächen. Auch in Tallagen, insbesondere an der Eschach, gibt es als Grünland genutzte Flächen. 
Im Vorland der Adelegg wird die Landschaft von Wiesen und Streusiedlungen dominiert. In den Senken haben sich seit der Eiszeit zahlreiche Vermoorungen entwickelt. Stellenweise wurden Weiher und Kiesgruben angelegt. Im Südwesten des Gebiets fließt die Untere Argen.

## Geschichte
Die Adelegg stand bereits seit 1952 unter Landschaftsschutz. Die seitherige Verordnung wurde bei der Erweiterung und Neuausweisung des Gebiets im Jahr 1994 aufgehoben.

## Zusammenhängende Schutzgebiete
Das Landschaftsschutzgebiet grenzt im Nordwesten an das Landschaftsschutzgebiet Badsee. In das Schutzgebiet eingebettet liegen die Naturschutzgebiete Rimpacher Moos - Weites Ried, Moos im Zeller Wald, Rengersmoos und Hengelesweiher.
Das FFH-Gebiet Adelegg liegt vollständig innerhalb des Landschaftsschutzgebiets. Die FFH-Gebiete Feuchtgebietskomplexe nördlich Isny, Bodenmöser und Hengelesweiher und Untere Argen und Seitentäler überschneiden sich teilweise mit dem Landschaftsschutzgebiet. Das Vogelschutzgebiet Adelegg liegt wiederum fast vollständig innerhalb des Landschaftsschutzgebiets.